# Norská drobná království
Norská drobná království (bokmål: smårike) byly severské státní útvary středověké doby vikinské v Norsku před jeho sjednocením v roce 872 (po bitvě u Hafrsfjordu), kdy je v jediný stát všechny spojil král Harald I. Krásnovlasý (Hårfagre), do té doby spolu neustále soupeřily o moc. 
I přes výraznou expanzi severských vikingů směrem do Normandie, Anglie a později také do Portugalska, Středomoří a Rusi, docházelo i k řadě vzájemných sporů a válek. Nájezdy a kolonizace vikingů byly zřejmě způsobeny zejména chudobou Norska a nedostatkem tamní zemědělské půdy, nájezdníci proto na dobytém území často zakládali nové osady. Po Haraldovi nastalo opět období válek až do nástupu Olafa I.

## Seznam drobných království
- Agder
- Fjordane
- Grenland
- Gudbrandsdalen
- Hadeland
- Hardanger
- Hedmark
- Hordaland
- Hålogaland
- Land
- Lade
- Namdalen
- Nordmøre
- Oppland
- Orkdalen
- Ranrike
- Raumarike
- Ringerike
- Rogaland
- Romsdal
- Sogn
- Solør
- Sunnmøre
- Telemark
- Toten
- Trøndelag
- Vestfold
- Vestmar
- Vingulmark
- Viken
- Voss

## Historie

### Vikingové
Germánské osídlení ve Skandinávii se rychle rozšířilo až k polárnímu kruhu. Osady byly zakládány v hlubokých fjordech (vik). Toto slovo se pak stalo kořenem slova "Viking". Odtud pak lidé vyráželi jak na dobyvačná tažení, tak na lovecké výpravy. Rychlý růst počtu obyvatel, který však přivodil i nedostatek zemědělské půdy a vedl k častým drobným válkám mezi jednotlivými kmeny, pak vyústil v loupežné a objevitelské plavby Vikingů.

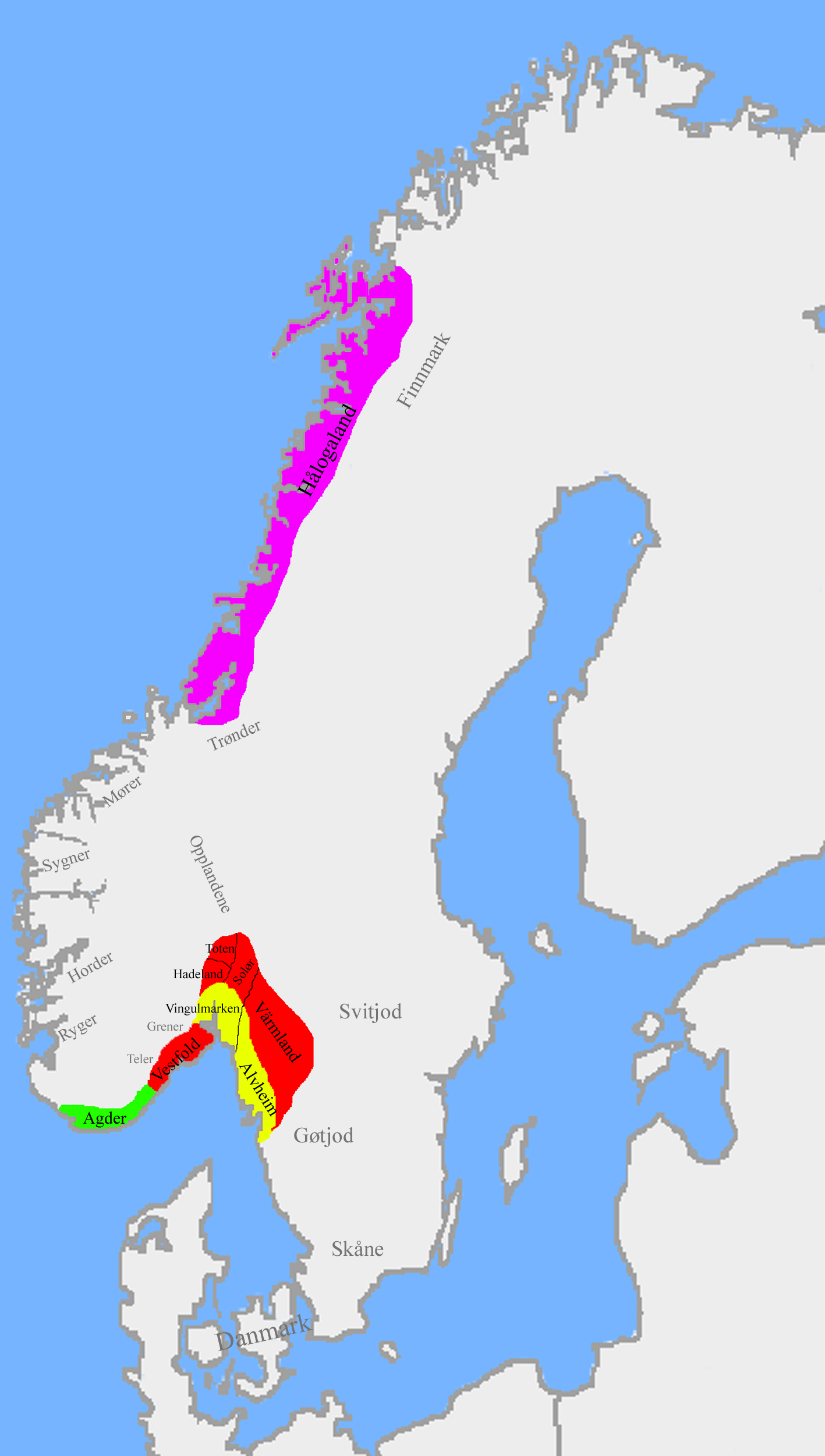
Drobná království kolem roku 820

Už v 9. století vpadli Vikingové do Francie - vyplenili tam řadu klášterů na Seině a oblehli dokonce i Paříž. Francouzský král Karel Pošetilý, který však rozhodně nebyl tak pošetilý, jak by se dalo usuzovat z jeho přízviska, nakonec učinil roku 911 vikinského vůdce Rolla vévodou Normandie, ovšem teprve poté, co vikinský vůdce přistoupil na křesťanskou víru. Tím skončily loupežné a pirátské výpravy a plavby Vikingů zejména v oblasti Normandie, kde se Normani - to znamená francouzsky mluvící Vikingové - brzy zařadili do vládnoucí vrstvy. Stali se leníky francouzského krále.

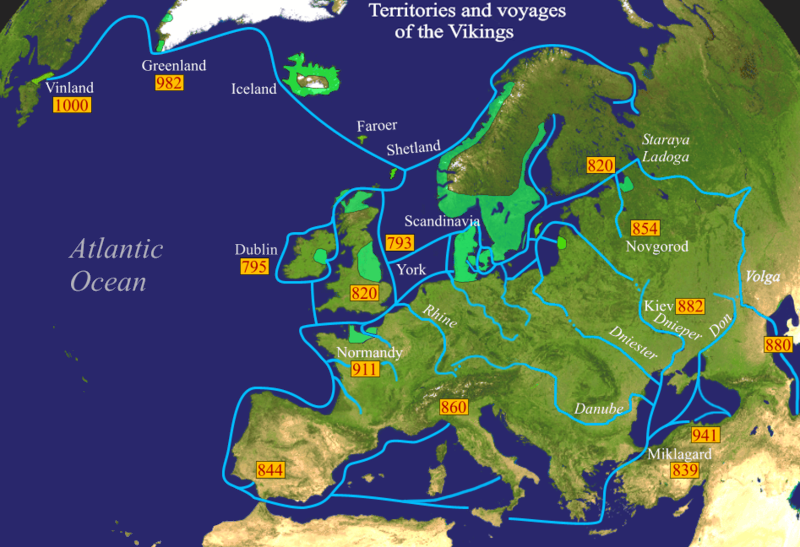
Mapa vikinských cest a kolonizací

Příbuzenské svazky se pak staly základem "vzdělanostní turistiky", která směřovala z Norska do Francie. Veliké množství mladých vikinských šlechticů tak nabylo vědomosti o římských metodách správy, o právu a organizaci vojska a válčení právě v Normandii, kde také poznávali křesťanství.
Koncem 9. století Vikingové osídlili Faerské ostrovy, Orkneje a Island; později, kolem roku 930, vytvořili na těchto ostrovech vlastní státní systém s oddělenou soudní a zákonodárnou mocí.
Kolem roku 985 vznikly první osady v Grónsku a pak, přibližně na přelomu století, Leif Eiríksson objevil Vinland na Newfoundlandském pobřeží Ameriky. Tam pak přežívaly vikinské osady až do 14. století, kdy byli Vikingové přemoženi indiány a poddali se jim.

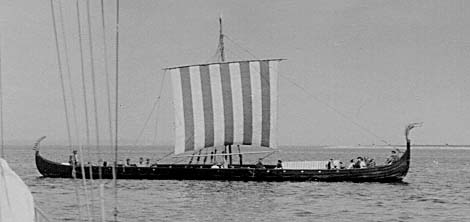
Vikinská dlouhá loď

Mnohé, co podle dnešního názoru o Vikinzích bezpečně víme, však bylo o nich napsáno teprve mnohem později, v dobách křesťanských. Je však nezvratně prokázáno, že připlouvali až na pobřeží Portugalska a ve středomořském prostoru na Sicílii, Maltu a také na Kypr a pobřeží Byzance.
Některým skupinám se podařilo proniknout přes Balt a po východoevropských řekách až k Černému moři; na této pouti, dlouhé asi 2000 kilometrů, museli Vikingové někdy přenášet své lodě přes hranice povodí. Tak velkorysé výpravy ovšem vyžadovaly opravdu dobré znalosti nautiky a navigačního umění. Vikingové však byli opravdu znamenití mořeplavci. Jejich dlouhé a obratné lodě s příděmi v podobě dračí hlavy byly bezpochyby nejlepší a nejlépe vybavené lodě své doby.

Havraní prapor užívaný vikingy, norskými náčelníky i panovníky v době 9.–10. století

Vikingové se museli vždy postarat o bezpečnou ochranu a o zásoby jídla pro ženy a děti, které zůstaly doma, a kromě toho museli zajistit i ochranu samotných bojovníků na výpravách. Až po vybudování opěrných bodů v Normandii mohli podnikat odvážné výpravy k portugalským břehům a teprve opěrný bod na Sicílii jim umožnil další plavby do východního Středomoří. A bez vikinských osad na území dnešního Ruska - ono území se jmenovalo Gardarike - by se žádný vikinský kníže neodvážil výpravy k Černému moři. To vše vyžadovalo funkční a fungující sociální infrastrukturu, o níž s oblibou psali vikinští kronikáři.
Přitom je mnohem pravděpodobnější, že ona expanze Vikingů pramenila spíše z nouze, z chudoby ve vlastní zemi. Kdo je pánem tak malého území, které může obdělávat, kdo dokáže plody moře konzervovat jen v omezené míře a je odkázán na také jen značně omezenou výměnu zboží, musí se pokoušet o jiné, třeba i válečnické způsoby, jak získat zboží vhodné k výměně. Anebo si musí hledat další životní prostor. A že Vikingové opravdu byli ochotni stát se vystěhovalci, dokládá skutečnost, že se velmi ochotně usazovali na všech místech, kde se pro to vytvořily příznivé politické a hospodářské podmínky. Svědčí o tom příklady Normandie, Sicílie a Gardariky.

### Sjednocování Norska (Rikssamlingen)
Bitva u Hafrsfjordu (nedaleko Stavangeru) roku 872 byla poslední z řady bitev, v nichž se Harald Hårfagre (Krásnovlasý) dokázal prosadit proti všem drobným knížectvím, a tak se poprvé v historii stal králem, který vládl spojené říši. První říše Vikingů, kterou tak založil, ovšem neměla dlouhé trvání. Po Haraldovi nastalo opět období malých království a malých králů, kteří proti sobě vedli nekonečné války, a to až do nástupu Olafa I.